# Малая Соснова (Чайковский городской округ)
Малая Соснова — деревня в Пермском крае России. Входит в Чайковский городской округ.

## Географическое положение
Деревня расположена в восточной части Чайковского городского округа на расстоянии примерно 12 км к северо-востоку от села Фоки.

## История
Деревня возникла как починок в первой половине XIX века. В 1869 году починок имел 34 дома и 242 жителя, в 1908 80 домов, в советское время в деревне имелся свой колхоз "Краснофлотец", который в дальнейшем был присоединен к колхозу "Гудок" и далее к колхозу "Звезда", впоследствии ставшим совхозом. 
С 2004 по 2018 гг. деревня входила в Фокинское сельское поселение Чайковского муниципального района.

## Население
| 2007 | 2010 |
| ---- | ---- |
| 0    | ↗5   |

Постоянное население в 2002 году 16 человек (82% русские), в 2010 5 человек.

## Климат
Климат континентальный, с холодной продолжительной зимой и теплым коротким летом. Средняя годовая температура воздуха составляет 1,8о. Самым теплым месяцем является июль (18,2о), самым холодным  - январь (-14,7о), абсолютный максимум достигает 38о, абсолютный минимум  -49о. Снежный покров устанавливается в первой декаде ноября, максимальной высоты 44-45 см достигает во второй – третьей декадах марта и полностью оттаивает к концу апреля. Последние весенние заморозки приходятся в среднем на 22 мая, а первые осенние – на 19 сентября. Продолжительность безморозного периода составляет 119 дней..